# 曲德华
曲德华（1966年5月—），中华人民共和国河北省保定人，中国人民解放军空军少将。东部战区空军副政治委员

## 生平
长期在中国人民解放军空军服役，曾任中国人民解放军北京军区空军航空兵训练基地政委、北京军区空军导弹某师政委等职务。2015年下半年，曲德华接替刘青松，出任中国人民解放军空军武汉指挥所政治委员。2017年中国人民解放军重新组建军级单位之后，曲德华出任中部战区空军某基地政治委员。
2017年1月17日，曲德华晋升少将军衔。